# Vom Elefanten, der wissen wollte, was Liebe ist
Vom Elefanten, der wissen wollte, was Liebe ist (niederl. Originaltitel:  De vraag van Olifant ) ist ein Bilderbuch der belgischen Schriftstellerin Leen van den Berg, das von Kaatje Vermeire illustriert wurde. Es wurde 2011 im Verlag De Eenhoorn veröffentlicht und ist 2014 in der deutschen Übersetzung von Rolf Erdorf im Gerstenberg Verlag erschienen.

## Inhalt
In einer Versammlung, an der Tiere, Menschen und auch das Schneewittchen teilnehmen, stellt ein Elefant die Frage, woher man weiß, dass man jemanden liebt? Alle – außer der Ameise, die Protokoll führt – haben eine Antwort auf diese Frage und teilen ihre Gefühle, Gedanken und Erinnerungen mit. Selbst ein anwesender Stein, ein Apfelbaum, Schnee und Schneeflocke können erzählen, wie es ist, wenn man jemanden liebt. Für die Ameise, die Protokollführerin, bleibt das jedoch alles „Unsinn“. Der Elefant bedankt sich und macht sich auf den Weg zu seiner Geliebten. Alle Tiere und Menschen verlassen die Versammlung in Paaren, nur die Ameise bleibt allein und einsam zurück.

## Rezeption
- ERF Pop hat im Januar 2014 im Beitrag der Radiosendung Servicezeit folgendes dargelegt: „Das Buch hat was Traumhaftes. Die Illustrationen sind verhalten, wunderschön, zauberhaft. Ein schönes Buch zum Verlieben.“[1]
- Die Rezension in ff – Südtiroler Wochenmagazin 27 vom 3. Juli 2014 bewertet den „fein verhüllende Schleier über den realistischen Bildern“ als „stimmig“.[2]
- Bücherschau.at sagte im Januar 2015 über das Buch: „Ein interessanter Zugang, um Kindern das schwer erklärbare Gefühl der Liebe zu erläutern.“[3]
- Die Rezension von Andrea Wanner im Titel-Kulturmagazin vom Mai 2015 wünscht der einsamen Ameise aus dem Buch, „dass sie die wundervolle Erfahrung machen wird, die man Liebe nennt. Und die in diesem Bilderbuch so treffend eingefangen wird“.[4]

## Ausgaben
- De vraag van Olifant. Leen van den Berg (Text), Kaatje Vermeire (Illustration). De Eenhoorn, Wielsbeke 2011, ISBN 978-90-5838-723-3
- Vom Elefanten, der wissen wollte, was Liebe ist. Deutsch von Rolf Erdorf. Gerstenberg, Hildesheim 2014, ISBN 978-3-8369-5772-4